# Halifax (West Yorkshire)

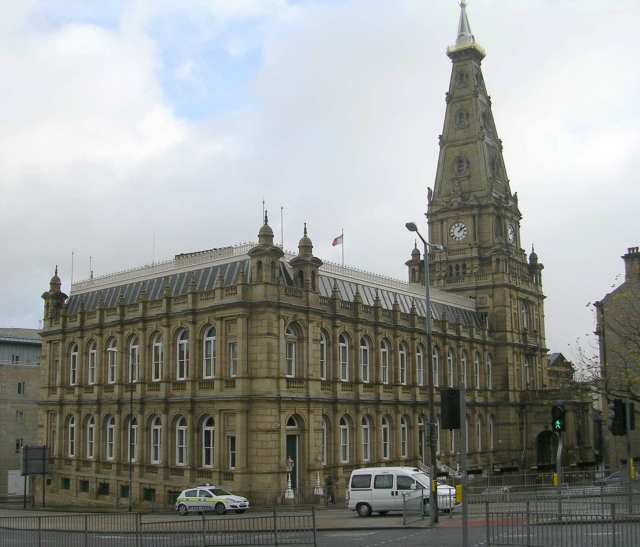
Prefeitura.

Halifax é uma cidade em West Yorkshire, Inglaterra. É a maior cidade do distrito metropolitano de Calderdale. 
É a cidade natal do cantor Ed Sheeran. Também é a cidade natal da banda de metal Paradise Lost.